# 구즈미치 리차르드
구즈미치 리차르드(헝가리어: Guzmics Richárd, 1987년 4월 16일 ~ )는 헝가리의 클럽 헐러다시에서 센터 백으로 활약하고 있는 헝가리의 축구 선수이다.

## 클럽 경력

### 비스와 크라쿠프
2014년 9월 10일, 구즈미츠는 엑스트라클라사의 클럽 비스와 크라쿠프와 계약하게 된다.